# Iglesia Reformada de Copenhague
La Iglesia Reformada (en danés: Reformert Kirke) de Gothersgade, frente al castillo de Rosenborg, es un edificio religioso utilizado por las congregaciones reformadas de Copenhague (Dinamarca). Consagrada en 1689, la iglesia fue promovida por la reina Carlota Amalia, esposa del rey Cristián V, de origen alemán. La iglesia destaca por sus bellos interiores barrocos, que datan de 1730, cuando fue restaurada tras los daños sufridos en el incendio de Copenhague de 1728.

## Historia

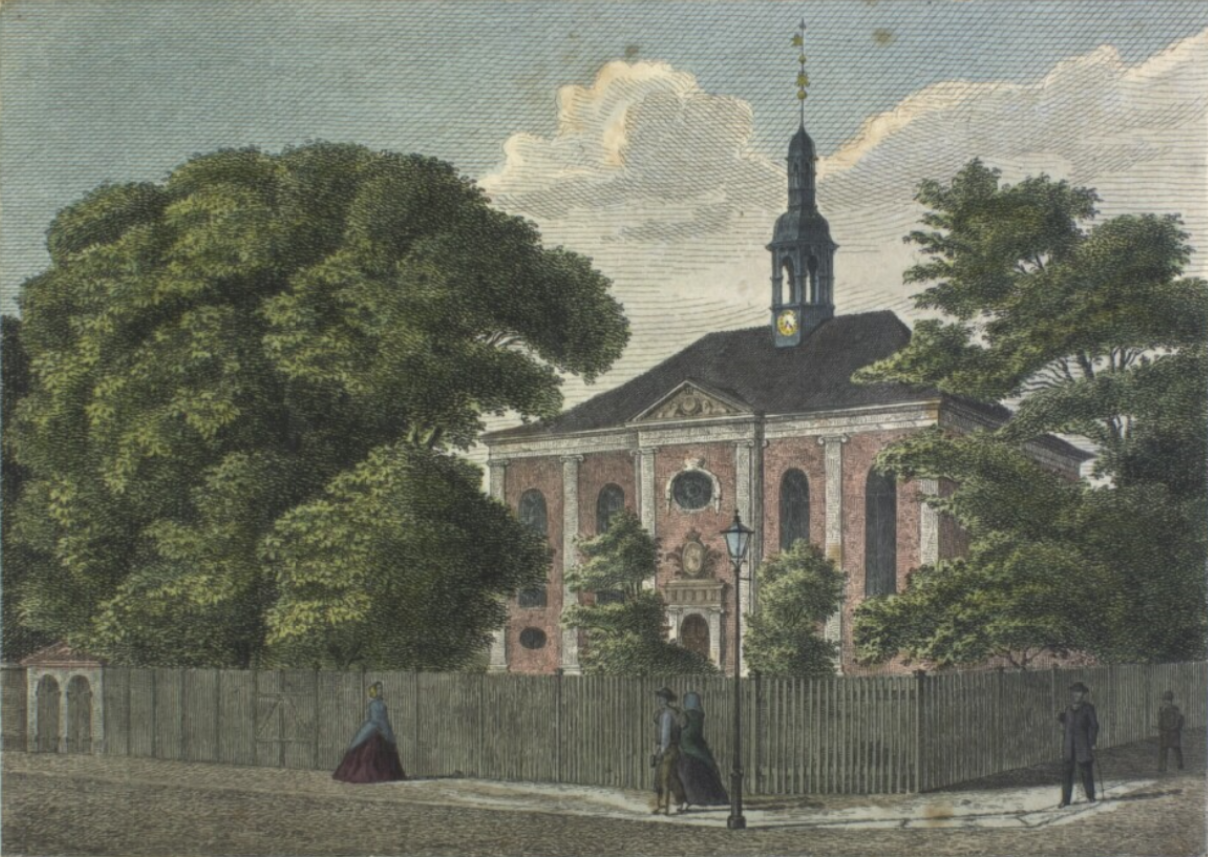
La Iglesia Reformada, 1860

Antes de su matrimonio con el rey Christian V de Dinamarca en 1667, Carlota Amalia de Hesse-Kassel había solicitado, y se le había concedido para ella y su corte, el derecho a profesar libremente su fe reformada.
En 1685, Cristián V, animado por su reina, autorizó la formación de una congregación reformada entre inmigrantes alemanes, holandeses y franceses. Muchos de los miembros de la congregación, principalmente refugiados, ocupaban puestos destacados en la sociedad, normalmente como comerciantes, artesanos u oficiales militares. Al cabo de unos años, la congregación se dividió en las iglesias reformadas alemana y francesa. 
Charlotte Amelia también financió personalmente la construcción del edificio de la iglesia en un lugar destacado de Gothersgade, frente al castillo de Rosenborg. El arquitecto fue Hendrik Brokhamm, un escultor holandés que había llegado recientemente a Dinamarca y que más tarde trabajó con Lambert van Haven, por ejemplo en la iglesia de Nuestro Salvador de Christianshavn, donde realizó el portal principal.

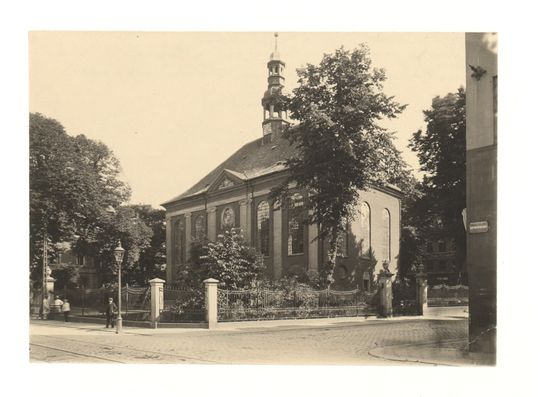
La Iglesia Reformada, c. 1914

Charlotte Amalie colocó la primera piedra el 20 de abril de 1688 y el edificio fue consagrado el 10 de noviembre de 1689. Las iglesias reformadas alemana y francesa compartieron la nueva iglesia. El complejo también incluía una rectoría con viviendas para cuatro sacerdotes, una escuela, un asilo de ancianos y un orfanato.
La iglesia sufrió graves daños en el incendio de Copenhague de 1728, pero posteriormente fue reconstruida con nuevo mobiliario atribuido al escultor Friederich Ehbisch (c. 1672-1748).
En 1886, el arquitecto Ludvig Knudsen construyó una casa comunitaria para la congregación (menighedshus) y un edificio de varias plantas, y restauró la iglesia en 1880.

## Arquitectura

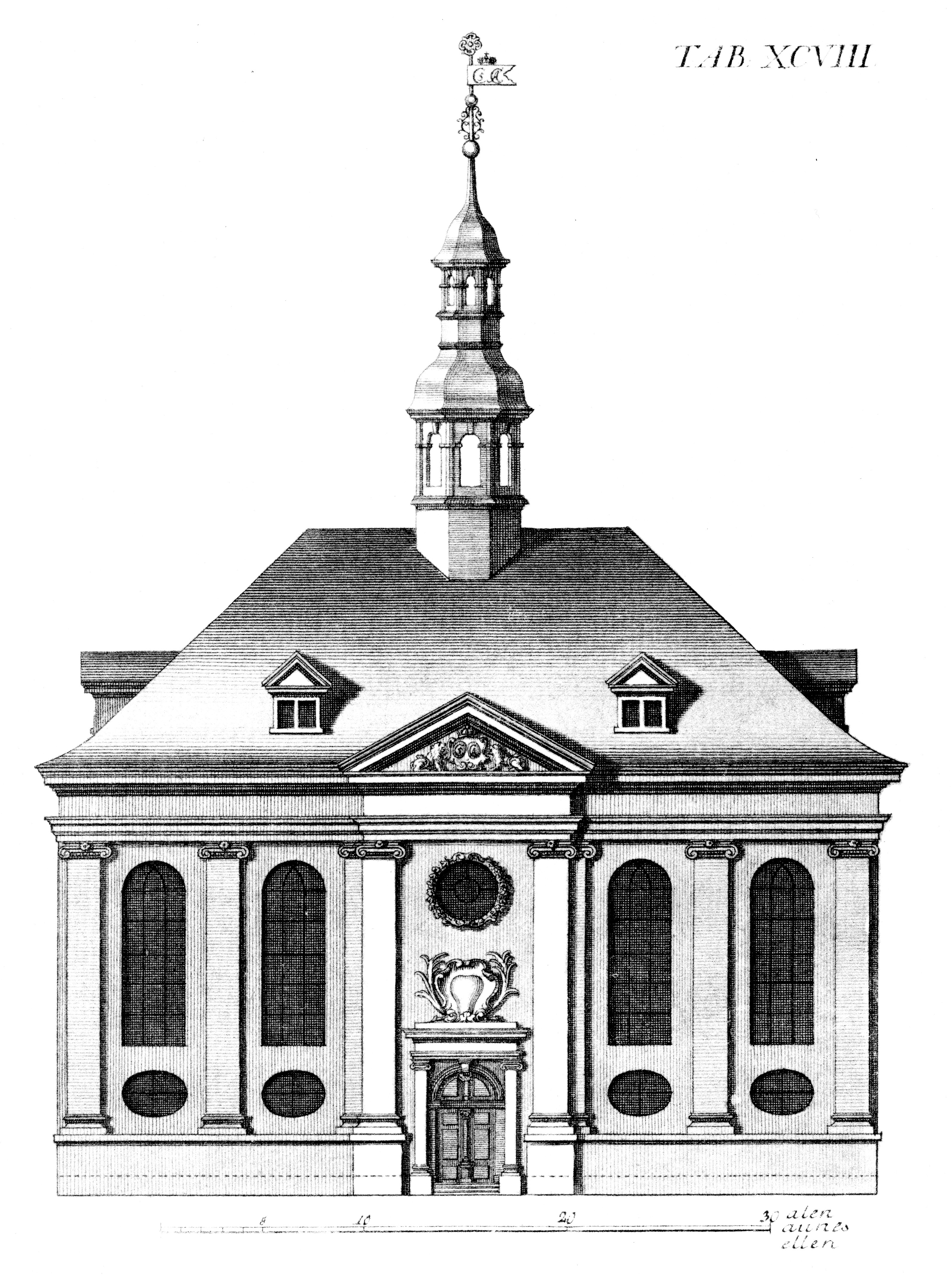
Grabado de Hafnia Hodierna de Lauritz de Thurah, 1748

La iglesia, construida en ladrillo rojo, tiene un diseño de estilo barroco holandés. Tiene planta rectangular y un avant-corps ligeramente progresivo en la fachada hacia Gothersgade, decorado con pilastras jónicas y un frontón triangular.Sobre la entrada hay una cartela con los monogramas de Cristián V y Carlota Amalia, y una inscripción de Isaías 2:3. 
El tejado a cuatro aguas con tejas negras está rematado por una flecha revestida de cobre con dos linternas que se eleva 13,5 metros por encima del techo.  Fue añadido en 1731 en relación con la reconstrucción después del incendio. 

## Interior
La sala de la iglesia está orientada en el eje corto del edificio y está dominada por elementos de madera tallada con gran belleza. Es típica de las iglesias reformadas, pero poco habitual en las danesas, y tiene un púlpito central situado a gran altura sobre la mesa del altar.
El frente del órgano procede del castillo de Copenhague y data de 1724. Se trasladó a la iglesia en 1730, cuando se demolió el castillo para construir el primer palacio de Christiansborg. El órgano actual es obra del fabricante Köhne y data de 1878.
Los palcos cerrados de la iglesia estaban reservados para las familias nobles y más tarde para los ricos comerciantes de la congregación.

## Cementerio
El cementerio situado junto a la iglesia ha sido clausurado. La sección original alemana, situada a la izquierda de la entrada, ya no tiene tumbas, pero la sección francesa, situada a la derecha, todavía tiene 18. El cementerio compartido situado en la parte trasera también tiene varias lápidas, entre las que se encuentra la del vicealmirante Olfert Fischer, hijo de inmigrantes holandeses, que fue uno de los comandantes daneses en la batalla de Copenhague en 1801. Otros enterramientos son los del pintor de la corte danesa Jacques d'Agar, que emigró de Francia, y C. de Cormaillon, comandante del Kastellet.

## Enterramientos
- Olfert Fischer (1747-1820), oficial naval
- Urban Jürgensen (1776-1830), relojero

## La Iglesia Reformada hoy
La iglesia sigue siendo utilizada por las iglesias reformadas alemana y francesa de Copenhague, y desde 1990 también por una congregación coreana. Junto con una cuarta congregación en Fredericia (Jutlandia), forman el Sínodo Reformado de Dinamarca, miembro de la Alianza Reformada Mundial.
La iglesia y el cementerio están abiertos todos los miércoles y jueves desde la primavera hasta el otoño, de 11:30 a 15:30.